# Tomás Esteves
Tomás do Lago Pontes Esteves  (Arcos de Valdevez, 3 april 2002) is een Portugees voetballer die bij voorkeur als rechtsback speelt. Hij wordt door FC Porto verhuurd aan Reading.

## Clubcarrière
Esteves is een jeugdproduct van FC Porto. Op 10 juni 2020 debuteerde hij in de Primeira Liga tegen CD Aves. Tijdens het seizoen 2020/21 wordt hij verhuurd aan Reading.